# Madatyphlops microcephalus
Madatyphlops microcephalus — вид змій родини сліпунів (Typhlopidae). Ендемік Мадагаскару.

## Поширення і екологія
Madatyphlops microcephalus мешкають на півночі острова Мадагаскар, зокрема в заповідниках Монтань-д'Амбр і Монтань-де-Франсе. Вони живуть у вологих і сухих тропічних лісах, серед опалого листя.